# جنگل‌های کوهستانی هونشو
جنگل‌های کوهستانی هونشو (به لاتین: Honshū alpine conifer forests) یک منطقهٔ مسکونی و جنگل در ژاپن است.